# Ljubow Alexandrowna Golantschikowa

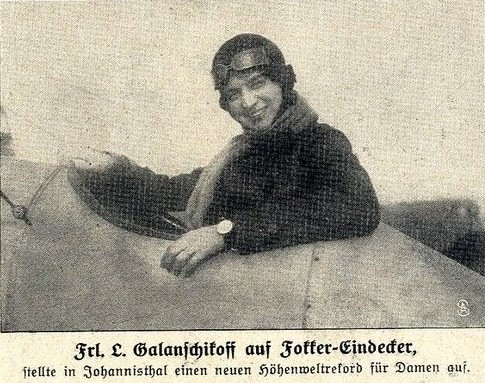
Ljubow Alexandrowna Golantschikowa (1912)

Ljubow Alexandrowna Golantschikowa (russisch Любовь Александровна Голанчикова; * 21. April 1888 in Fellin; † 28. März 1959 in New York City) war eine russisch-US-amerikanische Testpilotin.

## Leben
Golantschikowa war das sechste Kind des Postbeamten Alexander Golantschikow, der kurz nach ihrer Geburt starb. Ihre verwitwete Mutter Olga Golantschikowa heiratete am 26. August 1890 den Werkstattbesitzer Karl Grünwald.
1910 ging Golantschikowa nach St. Petersburg, um Buchhalterin zu werden. Sie begann zwar das Studium an einer Handelsschule, trat aber nebenbei als Schauspielerin, Sängerin und Tänzerin in Vergnügungslokalen auf. Im April 1910 besuchte Golantschikowa mit Freunden die 18 Tage dauernde internationale Flugschau auf dem St. Petersburger Hippodrom, wo neben dem russischen Piloten Nikolaj Popow auch die erste Pilotin Baronin Raymonde de Laroche auftrat. Auf dem Allrussischen Luftfahrt-Festival, das auf dem neuen Komendantski Aerodrom im September 1910 stattfand, lernte sie den Piloten Michail Jefimow kennen, der sie als Passagierin auf einem Flug mitnahm.
Golantschikowa wollte nun unbedingt Pilotin werden und erarbeitete sich im Winter das Geld für ihre Flugausbildung. Im Frühjahr 1911 begann sie in Gattschina an der Flugschule Gamajun des Flugzeug-Fabrikanten Sergei Schtschetinin mit der Ausbildung. Für 20 Flugschüler war jedoch nur ein Farman-Flugzeug vorhanden. Im Oktober 1911 erhielt sie nach bestandener Prüfung das Pilotendiplom Nr. 56 und war damit nach Lidija Swerewa und Jewdokija Anatra die dritte Russin mit abgeschlossener Flugausbildung.
Da Golantschikowa als Frau keine Anstellung als Pilotin fand, nahm sie im Mai 1912 die Einladung der Rigaer Abteilung des Allrussischen Aeroclubs an, auf verschiedenen Flugveranstaltungen zu fliegen. Nach einer Bruchlandung kehrte sie nach St. Petersburg zurück. Im Spätsommer flog sie auf dem vom 23. August bis 5. Oktober 1912 stattfindenden 2. Militärflugwettbewerb mit verschiedenen neuen Flugzeugen, deren Vor- und Nachteile sie dann den Herstellern mitteilte. Während des Wettbewerbs wurde sie von Anthony Fokker angesprochen und von ihm eingeladen, im Herbst 1912 in Johannisthal an einer internationalen Flugschau auf seiner Fokker Spinne teilzunehmen und dann als Fliegerin für ihn zu arbeiten. Sie testete und demonstrierte Fokkers Flugzeuge erfolgreich in Johannisthal und stellte am 22. November 1912 sogar einen weiblichen Höhenweltrekord von 2200 m auf. Zuvor lag dieser Rekord bei 825 m, aufgestellt von Melli Beese.
Im Sommer 1913 landete der französische Pilot Léon Letort auf einer Morane nach einem Nonstopflug aus Paris in Johannisthal. Er war von Golantschikowas Fähigkeiten beeindruckt und nahm sie auf seinem Rückflug am 23. Juli 1913 als Navigatorin mit. Nach dem fünftägigen Flug mit Wetterproblemen und Notlandungen bei Köln und Bray-sur-Seine wurden Letort und Golantschikowa in Paris gefeiert. Dort bot ihr der Unternehmer Fjodor Tereschtschenko eine Stelle als Testpilotin für die in seiner Fabrik gebauten Flugzeuge an. Nach dem Ende ihres Vertrages mit Fokker überführte sie ein Voisin-Flugzeug für die Kaiserlich Russische Armee und begann am 1. Dezember 1913 ihre Arbeit auf dem Landgut Tereschtschenko in Tscherwone mit dem Testflug einer Farman-22. Kurz vor Beginn des Ersten Weltkrieges zog sie nach Moskau und heiratete Boris Filipow, den Brotlieferanten der Kaiserlich Russischen Armee.
Im Ersten Weltkrieg transportierte Ljuba Filipow Güter für das Rote Kreuz. 1917 flog sie als Aufklärerin der Kaiserlich Russischen Luftflotte. Nach der Oktoberrevolution arbeitete sie für die Rote Luftflotte, trainierte Piloten und flog im Russischen Bürgerkrieg Einsätze gegen die Weißen.
Im Oktober 1923 emigrierte Filipow mit ihrem Mann auf der RMS Baltic der White Star Line in die USA, wo sie ihren Nachnamen in Phillips änderte. Nach Charles Lindberghs erfolgreichem Transatlantikflug wollte sie als erste Frau den Atlantik überfliegen und entwickelte Pläne für Flüge von New York nach Rom, London oder Leningrad, die sie jedoch nicht realisieren konnte. Im Juni 1927 stellte sie mit Wilmer Stultz einen Höhenrekord von 3353 m auf, der wegen des Fehlens eines Vertreters der National Aeronautic Association nicht anerkannt wurde. Nach dem überwältigenden Erfolg von Amelia Earhart, die am 18. Juni 1928 als erste Frau einen Transatlantikflug absolvierte, scheint sie ihre Pläne endgültig aufgegeben zu haben. 1930 arbeitete sie im Hotel Ansonia in New York. Ihr Mann starb 1936. In den 1940er Jahren fuhr sie Taxi in New York.